# Dusina
Dusina es un pueblo ubicado en el territorio de Zenica, en el cantón de Zenica-Doboj, Bosnia y Herzegovina.

## Superficie
Posee una superficie de 5,15 kilómetros cuadrados.

## Demografía
Hasta 2013 la población era de 143 habitantes, con una densidad de población de 27,8 habitantes por kilómetro cuadrado.